# Len Crome
Len Crome [Leonard Crome, de nacimiento Lazar Krom] (Dvinsk (Letonia, entonces parte del Imperio Ruso), 14 de abril de 1909 - Stoke-on-Trent (Reino Unido), 6 de mayo de 2001) fue un médico, políglota y militar británico de origen letón, destacado por haber sido responsable de los servicios médicos de la 35.ª División del Ejército Popular de la República durante la guerra civil española y teniente-coronel médico del Ejército Británico, galardonado con la Cruz Militar, durante la Segunda Guerra Mundial.

## Biografía
Hijo de un hombre de negocios judío, tras recibir la educación inicial en su país, emigró en 1926 a Edimburgo (Escocia) junto con su padre, que mantenía importantes negocios allí. En Edimburgo estudió Medicina, graduándose en su universidad. Mientras trabajaba como médico en Blackburn, leyó con interés y preocupación el estallido de la Guerra Civil en España y el apoyo que a los sublevados daban la Alemania Nazi y la Italia Fascista, mientras voluntarios de distintos países acudían en defensa de la República española. Así que decidió marchar a España como voluntario en una unidad escocesa de ambulancias para ayudar al gobierno de la República Española contra los sublevados, al igual que lo hicieron muchos británicos de la izquierda política que, como él, aun no siendo miembros del Partido Comunista, quisieron luchar contra el fascismo. Sirvió inicialmente en Madrid después de abandonar la unidad de ambulancias que, soterradamente y financiada por un magnate minero británico, colaboraba en realidad con los sublevados. Después se incorporó a la Brigadas Internacionales de la mano del médico canadiense, Norman Bethune. Tras la muerte del médico brigadista, Mieczyslaw Domanski, conocido como Dr Dubois, se convirtió en oficial médico en jefe del batallón Británico de las Brigadas, más tarde encuadrado dentro de la XI y XV Brigada de la 35.ª División republicana. Destacó por su capacidad para establecer hospitales móviles de campaña muy cerca de los frentes y así consiguió reducir notablemente la mortalidad y gravedad de las heridas por su rápido traslado al hospital, llegándose a calificar el tratamiento que recibían los enfermos como mejor del que hubieran recibido en la misma época en los hospitales británicos.
Crome trabajó en los distintos frentes hasta la retirada de los contingentes internacionales en septiembre de 1938 después de la derrota de la batalla del Ebro. Cuando regresó a Inglaterra se afilió al Partido Comunista de Gran Bretaña influido por la experiencia española. Se instaló en Londres y trabajó como médico de medicina general en Camberwell, sin por ello olvidarse de los brigadistas que quedaron en campos de concentración en Francia, por los que abogó ante las autoridades.
En 1941 fue reclutado por el Ejército Británico, dentro de la Royal Army Medical Corps, y fue destinado al norte de África en el marco de la Segunda Guerra Mundial. Durante el avance aliado en Italia, Crome estuvo al mando la 152.ª Unidad de Ambulancias y fue galardonado con la Cruz Militar por su valor en las operaciones militares bajo fue enemigo en el río Gari, durante la batalla de Monte Cassino. En 1945, hacia el final de la guerra, fue primero comandante de los hospitales militares británicos en Nápoles y, más tarde, en Caserta.
Después del conflicto se estableció de nuevo en Inglaterra como patólogo en el Queen Mary's Hospital de Paddington y en el hospital de Maudsley. Su regreso se vio emsombrecido al descubrir que su padre había sido internado en un campo de trabajo y había muerto, y que su madre y hermana habían sido asesinadas por las tropas nazis. Terminó su actividad profesional como neuropatólogo en un hospital infantil en Carshalton.
Jubilado, todavía se mantenía activo en política y era secretario de la "Sociedad para Relaciones Culturales" con la Unión Soviética y fue presidente de la International Brigade Association.

## Obras
Crome fue autor de dos libros: uno de medicina, Pathology of Mental Retardation (1967), y otro sobre la supervivencia en los campos de concentración del nazismo basado en la vida de un primo suyo, Unbroken: Resistance and Survival in the Concentration Camps (1988).